# Spelaeiacris tabulae
Spelaeiacris tabulae is een rechtvleugelig insect uit de familie grottensprinkhanen (Rhaphidophoridae). De wetenschappelijke naam van deze soort is voor het eerst geldig gepubliceerd in 1916 door Péringuey.